# Thymidylate-synthase
La thymidylate-synthase (TS) est une enzyme impliquée dans la voie de biosynthèse de la thymidine, elle est donc essentielle à la synthèse de l'ADN à laquelle elle fournit l'un de ses précurseurs. Elle catalyse la formation de TMP par méthylation du dUMP. Le donneur de méthyle est le 5,10-méthylènetétrahydrofolate.
La thymidylate-synthase est utilisée pour préciser la classification taxinomique de certaines espèces, selon qu'elle est ou non fusionnée avec la dihydrofolate réductase.
Elle est prise comme cible par certains inhibiteurs pharmocologiques : le méthotrexate polyglutamates et le FH2Glun.